# Theo Bleckmann
Theo Bleckmann (Dortmund, 28 mei 1966) is een Duits jazzzanger en componist.

## Biografie
Bleckmann was als kind zangsolist (sopraan) in een kinderkoor in zijn woonplaats Bork, gemeente Selm en hij werd daarnaast opgeleid als pianist en gitarist. Op 22-jarige leeftijd was hij als eerste zanger werkzaam in het Bundesjugendjazzorchester. In 1989 verhuisde hij naar New York, nadat hij tijdens een workshop in Graz de zangeres Sheila Jordan had ontmoet, die een invloedrijke mentor en muzikale partner voor hem bleef. Hij speelde in New York vervolgens met de componist en pianist Kirk Nurock en vanaf 1993 ook met het kwintet van Mark Dresser. Verder werkte hij met Laurie Anderson, Anthony Braxton, Steve Coleman, Dave Douglas, Philip Glass, Michael Tilson Thomas, John Zorn en Meredith Monk, bij wiens ensemble hij behoorde.
Bleckmann treedt regelmatig op in duet met de percussionist John Hollenbeck. Hij was ook betrokken bij diens ensemble-opnamen A Blessing en Joys and Desires. Een verdere duopartner is Ben Monder.
In opdracht van het Whitney Museum of American Art componeerde Bleckmann een muziekperformance-nummer volgens Kenneth Goldsmiths tekst Fidget. Met de performance-artiest Lynn Book schiep hij het nummer Mercuria, dat werd geproduceerd door het Museum of Contemporary Art in Chicago. Met Valeria Vasilevski en de componist Eric Salzman schreef hij de opera The True Last Words of Dutch Schultz, waarin hij de gangster Dutch Schultz speelde.
Als klankimprovisator werkte hij voor talrijke film-, televisie- en theaterproducties. Zo was hij de stem van de aliens in Steven Spielbergs Men in Black en in Star Trek: Envoy. Ook had hij werken vertolkt van David Lang en andere componisten, onder andere samen met het ensemble Bang on a Can. Hij is ook lid van de zanggroep MOSS met Peter Eldridge, Kate McGarry, Lauren Kinhan en Luciana Souza, met wie hij in 2008 een album uitbracht. Voor hem hebben Michael Gordon, Phil Kline, David Lang, Ikue Mori, Kirk Nurock en Julia Wolfe composities geschreven.
Bleckman is professor voor jazzzang aan de Manhattan School of Music en assistent-professor aan The New School, de New York University en het Queens College.

## Onderscheidingen
Bleckmann werd onder andere onderscheiden met de Bessie Award, de Gershwin Award (voor de compositie Chorale #1 for Eight Voices) en prijzen van de Arts International, van de Franklin Furnace Fund for Performance Art en de New York Foundation for the Arts. Bovendien werd hij genomineerd voor de Grammy Award met zijn interpretatie van de songs van  Charles Ives in de categorie «Best Classical Crossover Album». Voor zijn album Refuge trio werd hij in 2010 onderscheiden met de 'ECHO Jazz' als zanger van het jaar. Het New York Magazine koos hem in de 'Cultural Elite' in 2005 en 2006.

## Discografie
- 1992: Theo & Kirk met Kirk Nurock
- 1995: Looking Glass River met Jeff Hirshfield, Kirk Nurock, Mike Richmond
- 1997: No Boat met Jim Black, Skúli Sverrisson
- 1999: Static Still met John Hollenbeck
- 2000: Origami met John Hollenbeck, Ben Monder, Matt Moran, Skúli Sverrisson
- 2005: Anteroom, Soloalbum
- 2005: Las Vegas Rhapsody met Pierre Yves Dubois, Bodo Friedrich, Franz Leuenberger, Simon Lilly, Stefano Mariani, Martin Roos
- 2005: At Night met Ben Monder Satoshi Takeishi
- 2007: Berlin – German Songs of Love and War, Peace and Exile met Fumio Yasuda, Todd Reynolds, Courtney Orlando, Caleb Burhans, Wendy Sutter
- 2008: Twelve Songs by Charles Ives, met Kneebody (Ben Wendel, Adam Benjamin, Shane Endsley, Kaveh Rastegar, Nate Wood)
- 2008: Refuge Trio  met Gary Versace, John Hollenbeck
- 2010: I Dwell in Possibility (soloalbum)
- 2011: Hello Earth! The Music of Kate Bush (Winter & Winter)
- 2012: Jazz Bigband Graz: Urban Folktales (ACT)
- 2014: Ambrose Akinmusire: The Imagined Savior Is Far Easier to Paint (Blue Note Records)
- 2017: Elegy ECM, (Preis der deutschen Schallplattenkritik)

- Bibliothèque nationale de France: cb14156632n (data)
- Gemeinsame Normdatei: 134977173
- International Standard Name Identifier: 0000 0000 5517 683X
- Library of Congress Control Number: no98060541
- MusicBrainz: 03feecf4-a970-40b8-adbe-a00ae293e417
- Nationale Bibliotheek van Israël: 987007330555105171
- Système universitaire de documentation: 161146074
- Virtual International Authority File: 42049306
- WorldCat: E39PBJpdW8xwCJtdty76GBxhpP